# Dolichoneura wucherpfennigi
Dolichoneura wucherpfennigi là một loài bướm đêm trong họ Geometridae.